# رهاشده (آخرین بازمانده از ما)
«رهاشده» (انگلیسی: Left Behind) هفتمین قسمت از فصل اول مجموعه درام پسا-آخرالزمانی آمریکایی آخرین بازمانده از ما است. این قسمت که توسط نیل دراکمن، یکی از سازندگان این مجموعه، نوشته و توسط لیزا جانسون کارگردانی شده است، در ۲۶ فوریه ۲۰۲۳ از شبکه اچ‌بی‌او پخش شد. در این قسمت، الی (بلا رمزی) برای یافتن وسایل لازم جهت نجات جوئل (پدرو پاسکال) جستجو می‌کند. فلش‌بکی نشان می‌دهد که الی زمانی را با بهترین دوستش رایلی ایبل (استورم رید) در بوستون سپری می‌کند.
این قسمت از آخرین بازمانده از ما: رهاشده (۲۰۱۴)، یک بسته الحاقی برای بازی ویدئویی که این مجموعه بر اساس آن ساخته شده، اقتباس شده است. جانسون، که پس از تعیین شدن به عنوان کارگردان، این بازی را تجربه کرده بود، تشویق شد تا رویکردی اصلی و نوآورانه اتخاذ کند. فیلم‌برداری این قسمت در ژانویه و فوریه ۲۰۲۲ در کلگری، آلبرتا انجام شد. این قسمت نقدهای مثبتی دریافت کرد و از نویسندگی، کارگردانی، فیلم‌برداری و بازیگری رمزی و رید تمجید شد و رید در جوایز بلک ریل و جوایز امی هنرهای خلاق جایزه برد. این قسمت در روز اول پخش خود توسط ۷٫۷ میلیون بیننده تماشا شد.